# Episodi di Robot Chicken (prima stagione)
La prima stagione della serie animata Robot Chicken, composta da 20 episodi, è stata trasmessa negli Stati Uniti, da Adult Swim, dal 20 febbraio al 18 luglio 2005.
In Italia la stagione è inedita.
| nº  | Titolo originale          | Prima TV USA     |
| --- | ------------------------- | ---------------- |
| 1   | Junk in the Trunk         | 20 febbraio 2005 |
| 2   | Nutcracker Sweet          | 27 febbraio 2005 |
| 3   | Gold Dust Gasoline        | 6 marzo 2005     |
| 4   | Plastic Buffet            | 13 marzo 2005    |
| 5   | Toyz in the Hood          | 20 marzo 2005    |
| 6   | Vegetable Funfest         | 27 marzo 2005    |
| 7   | A Piece of the Action     | 3 aprile 2005    |
| 8   | The Deep End              | 10 aprile 2005   |
| 9   | S&M Present               | 17 aprile 2005   |
| 10  | Badunkadunk               | 24 aprile 2005   |
| 11  | Toy Meets Girl            | 1º maggio 2005   |
| 12  | Midnight Snack            | 15 maggio 2005   |
| 13  | Atta Toy                  | 22 maggio 2005   |
| 14  | Joint Point               | 5 giugno 2005    |
| 15  | Kiddie Pool               | 12 giugno 2005   |
| 16  | Nightmare Generator       | 19 giugno 2005   |
| 17  | Operation: Rich in Spirit | 26 giugno 2005   |
| 18  | The Sack                  | 3 luglio 2005    |
| 18A | Adultizzle Swizzle        | 16 maggio 2008   |
| 19  | That Hurts Me             | 10 luglio 2005   |
| 20  | The Black Cherry          | 18 luglio 2005   |

## Junk in the Trunk
- L'attrice Rachael Leigh Cook durante una pubblicità pubblicaTitolo originale: Junk in the Trunk
- Diretto da: Matthew Senreich

L'attrice Rachael Leigh Cook durante una pubblicità pubblica

- Scritto da: Seth Green, Pat McCallum e Matthew Senreich

### Trama
Rachael Leigh Cook rompe delle uova nella sua ultima pubblicità pubblica This is Your Brain on Drugs. Optimus Prime, leader dell'autobot, cade in preda ad un cancro alla prostata. L'esito non è mai in dubbio durante "i più svantaggiati furti del mondo catturati nei film". Scene tagliate e bloopers di alcune delle più grandi serie tv di successo come Hazzard, X-Files, Galactica e altri.
- Guest star: Macaulay Culkin (Luke Duke, Pikachu, saputello), Dax Shepard (Ironhide, Torcia Umana, comandante Adama).

## Nutcracker Sweet
- Titolo originale: Nutcracker Sweet
- Diretto da: Doug Goldstein
- Scritto da: Seth Green, Matthew Senreich e Mike Fasolo

### Trama
Voltron proverà a ballare in stile Old school rap nel film SDF Street Dance Fighters. Le vite segrete delle bestie più affascinanti della natura saranno esposte su "Secrets of the Animal Kingdom". Si vedranno dei testicoli terrorizzati da un professionista di colpi bassi. La testa tagliata di Walt Disney, insieme ai suoi giganti ragni robot, attaccheranno Cuba. Dei bambini sono spaventati dalla visione di "Barney & Friends".
- Guest star: Kurtwood Smith (Walt Disney, bodyguard di JFK, lemming).

## Gold Dust Gasoline
- Titolo originale: Gold Dust Gasoline
- Diretto da: Tom Root
- Scritto da: Seth Green, Matthew Senreich e Mike Fasolo

### Trama
Gli animali di Noè sono rimasti indietro e cercheranno di sopravvivere all'alluvione nella loro piccola arca. Nostalgia istantanea con il "That's 00s Show". I bambini di terza elementare della signora McNally produrranno "The Best Cowboy". Le automobili più famose del mondo, da KITT al General Lee e persino al Mario Kart, correranno in un ipotetico "3 Fast 3 Furious."
- Guest star: Dom DeLuise (Victor Prinzim, se stesso), Topher Grace (Eric Forman, se stesso), Ashton Kutcher (Michael Kelso, Michael Knight), Matthew Lillard (l'unicorno Steve, Sig.ra McNally, sceriffo Rosco Coltrane, Mario, Wario), Danny Masterson (Steven Hyde, Scott Trakker, Jon Baker), Burt Reynolds (J.J. McClure, se stesso), Debra Jo Rupp (Kitty Forman), Kurtwood Smith (Red Forman, Matt Trakker), Wilmer Valderrama (Fez).

## Plastic Buffet
- Titolo originale: Plastic Buffet
- Diretto da: Tom Root
- Scritto da: Seth Green, Matthew Senreich e Mike Fasolo

### Trama
L'America invia Harrison Ford e gli Aerosmith nello spazio, per distruggere un killer asteroide, il "Meteorgeddon". Gli animali domestici prendono le piste per il "Winter Pet Games". Chucky della serie Child's Play ruba un cappello della Lettuce Head Kids, in apertura della stagione 8 di Buffy l'ammazzavampiri. La band dei Muppet Show è al lavoro sul "Behind the Music: Electric Mayhem".
- Guest star: Mark Hamill (Harrison Ford, se stesso, Chucky), Ryan Seacrest (se stesso).

## Toyz in the Hood
- Titolo originale: Toyz in the Hood
- Diretto da: Matthew Senreich
- Scritto da: Seth Green, Mike Fasolo, Pat McCallum e Matthew Senreich

### Trama
La fatina dei denti si imbatte in un caso di omicidio in "Tooth and Consequences". I supercriminali più diabolici del mondo si bloccano nel traffico. Evidenziamenti degli errori e dei bloopers di alcune serie televisive, da CSI a Mister Rogers' Neighborhood e Pro-sport.
- Guest star: Erika Christensen (madre), Scarlett Johansson (fatina dei denti).

## Vegetable Funfest
- Titolo originale: Vegetable Funfest
- Diretto da: Doug Goldstein
- Scritto da: Seth Green, Mike Fasolo e Matthew Senreich

### Trama
I segreti di alcuni film e serie tv come La moglie del soldato, Sleepaway Camp, Star Wars e The Village, saranno rivelati su "Welcome to the Spoilers". I Teen Titans rafforzano il loro gruppo, aggiungendo Beavis and Butt-head. Viaggieremmo indietro nel tempo per assistere al funerale di Benny Hill. Il Grande Cocomero dei Peanuts, apparirà finalmente in uno show. Purtroppo si scoprirà che il Grande Cocomero è in verità un assassino che uccide le persone con il sorriso stampato in faccia.
- Guest star: Mark Hamill (Luke Skywalker, Sir Wimperton Cornswallow), Katelin Petersen (Lucy van Pelt, Sally Brown, Marcie).
- Note: a causa di problemi di licenza che coinvolgono l'uso di Beavis and Butt-head, lo sketch in cui i Teen Titans incontrajo Beavis and Butt-head è stato modificato dalla versione DVD della prima stagione e dalla versione Hulu del suo episodio. La versione di Max lo ripristina e il set di DVD della seconda stagione include lo schizzo mancante.

## A Piece of the Action
- Titolo originale: A Piece of the Action
- Diretto da: Seth Green
- Scritto da: Seth Green, Matthew Senreich e Mike Fasolo

### Trama
Una ragazza adolescente ottiene un makeover di moda da "Pimp My Sister". La gang dei The Surreal Life viene mandata in una missione per distruggere l'Unico Anello. Debbie Dallas viene ripresentata con dei burattini più economici, nel mondo di "Exhausted Budget Theater". Fanatici e nerd si scontrano, quando una congregazione di fiction fantascientifiche esplode in una guerra.
- Guest star: Erika Christensen (Darlene, Debbie Benton), Scarlett Johansson (Amy, Darlene, Cheerleader Stick).

## The Deep End
- Titolo originale: The Deep End
- Diretto da: Seth Green
- Scritto da: Seth Green, Pat McCallum e Matthew Senreich

### Trama
Sette dei più grandi supereroi del mondo smettono di essere educati e cominciano a diventare reali in "Real World: Metropolis". Le icone di Star Trek e Tiger Beat si uniscono in una sitcom comica dal nome "Two Kirks, a Khan and a Pizza Place". Gesù Cristo si imbatte contro la sua più grande nemesi, Tarantino, nel film "Kill Bunny". Ecco il game show più caldo del Giappone: il "Who Poop Last?!". Le leggende del rock 'n' roll ritornano dalla tomba per sfidare il reality show "Zombie Idol".
- Guest star: Ryan Seacrest (se stesso).

## S&M Present
- Titolo originale: S&M Present
- Diretto da: Tom Root
- Scritto da: Seth Green, Mike Fasolo, Pat McCallum e Matthew Senreich

### Trama
L'ultimo membro sopravvissuto degli N Sync, Joey Fatone, dovrà vendicare i suoi compagni di battaglia uccisi, in un torneo mortale di arti marziali in "Enter the Fat One". Vedremo un po' di "porno" nell'era del cable box degli anni 80. M. Night Shyamalan riuscirà a falsificare "The Twist".
- Guest star: Lance Bass (se stesso, Chris Kirkpatrick, Tom Root), Joey Fatone (se stesso, Michelangelo), Mark Hamill (Yakuza, alieno grigio chef), Pat Morita (se stesso).

## Badunkadunk
- Titolo originale: Badunkadunk
- Diretto da: Seth Green
- Scritto da: Seth Green, Mike Fasolo e Matthew Senreich

### Trama
La vita da celebrità di Hulk sarà inserita in "Hollywood Spotlight". I Masters of the Universe saranno sconvolti dal sex tape di Paris Hilton. Michael Jackson ritorna dallo spazio per affrontare il suo alter ego in "Where's Michael?".
- Guest star: Macaulay Culkin (Principe Adam, fattore di Eternia), Pat O'Brien (se stesso).

## Toy Meets Girl
- Titolo originale: Toy Meets Girl
- Diretto da: Matthew Senreich
- Scritto da: Seth Green, Mike Fasolo, Pat McCallum e Matthew Senreich

### Trama
Il parrucchino di William Shatner affronterà l'avventura dei sogni. Il paradiso non è come dovrebbe essere realmente, tutto ciò sarà raccontato in "Can We Handle the Truth?" Il nuovo film di Hilary Duff unisce la storia con il dramma adolescenziale, in un rifaccimento de "Diario di Anna Frank". Le action figure più famose degli ultimi tempi saranno esposti in "Where Are They Now?", con l'ospite speciale Michael Moore.
- Guest star: Ashton Kutcher (ragazzo del videoregistratore, zio Chu), Scarlett Johansson.

## Midnight Snack
- Titolo originale: Midnight Snack
- Diretto da: Seth Green
- Scritto da: Seth Green, Mike Fasolo e Matthew Senreich

### Trama
"Le scazzottate più unilaterali del mondo" si scatenano al martedì grasso. Benjamin Franklin è alle prese con personaggi storici come i fratelli Wright e il Mahatma Gandhi in Educational Wrestling Federation. Oprah Winfrey esaudisce i desideri dei suoi spettatori. Un uomo in un bagno pubblico incontra il terrore noto come "Dumplestiltskin". 12 Angry Little People si concentra su un crimine più atroce.
- Guest star: Conan O'Brien (se stesso, Rod Paige, Jury Foreman).

## Atta Toy
- Titolo originale: Atta Toy
- Diretto da: Tom Root
- Scritto da: Seth Green, Mike Fasolo e Matthew Senreich

### Trama
Un'adolescente impazzisce per la gente che la circonda. La scimmia più famosa del mondo si scatena sull'Isola del Teschio in Ding Dong, King Kong. I gossip e i pettegolezzi di Hollywood ricevono il trattamento di Pat O'Brien. Un padre piccione insegna a suo figlio a defecare in un boccaglio. I Puffi sono terrorizzati da un assassino che uccide basandosi sui sette peccati capitali in Murder in Smurf Town X.
- Guest star: Pat O'Brien (se stesso), Stuart Townsend (esploratore).

## Joint Point
- Titolo originale: Joint Point
- Diretto da: Doug Goldstein
- Scritto da: Seth Green, Mike Fasolo e Matthew Senreich

### Trama
Sailor Moon incontra un cattivo raccapricciante. Il nerd vince un appuntamento con Scarlett Johansson. Welcome to the Terror Drome mette in mostra le macchinazioni interne di Comandante Cobra. I video amatoriali più tragici d'America.
- Guest star: Mark Hamill (Patatina, Crimson Guardsman, ladro, assistente), Scarlett Johansson (Sailor Moon, se stessa, Della Bea Robinson), Danny Masterson (recluta Cobra, DJ, padre redneck).

## Kiddie Pool
- Titolo originale: Kiddie Pool
- Diretto da: Doug Goldstein
- Scritto da: Seth Green, Matthew Senreich e Mike Fasolo

### Trama
L'auto parlante di Michael Knight fa festa in KITT's Day Out. Una rissa in una casa di cura in Grandma Fu. Mary-Kate e Ashley Olsen si uniscono per combattere un drago. L'omicidio di George Jetson è al centro della scena in Unsolved Case Files: I, Rosie.
- Guest star: Ming-Na Wen (Mary-Kate Olsen, madre).

## Nightmare Generator
- Titolo originale: Nightmare Generator
- Diretto da: Matthew Senreich
- Scritto da: Seth Green, Mike Fasolo, Pat McCallum e Matthew Senreich

### Trama
Lo squalo riceve un DVD in edizione speciale. Viene svelato un traffico di droga al Polo Nord in Unsolved Case Files: Claus & Effect. Una parodia di A-Team.
- Guest star: Ashton Kutcher (Templeton "Faceman" Peck), Dax Shepard (Blitzen, Pickles il clown, presentatore del telegiornale, capo teppista).

## Operation: Rich in Spirit
- Titolo originale: Operation: Rich in Spirit
- Diretto da: Seth Green
- Scritto da: Seth Green, Mike Fasolo e Matthew Senreich

### Trama
Un nuovo videogioco sta prendendo d'assalto il mercato videoludico: Codename: The Abortionator. Un'esperienza in stile The Ring in un sito d'incontri spaventa un potenziale corteggiatore. Un uomo scappa da una massaggiatrice orientale in cerca di un "lieto fine". Keanu Reeves, Christopher Walken e William Shatner vogliono il pubblico compri la loro marca speciale di salsiccia. La banda di Scooby-Doo incontra Jason Voorhees a Camp Crystal Lake.
- Guest star: Linda Cardellini (Velma Dinkley, massaggiatrice asiatica, muffin ai mirtilli), Dave Coulier (Scooby-Doo), Phyllis Diller (sig.ra Dorsey, Phyllis Diller), Melissa Joan Hart (Emily), Don Knotts (se stesso), Matthew Lillard (Shaggy Rogers, ragazzo), Freddie Prinze Jr. (Fred Jones, presentatore).

## The Sack
- Titolo originale: The Sack
- Diretto da: Matthew Senreich
- Scritto da: Seth Green, Mike Fasolo, Pat McCallum e Matthew Senreich

### Trama
Una parodia di Alien vs. Predator in una puntata speciale di First Date. Frogger crea un enorme incidente d'auto. I telespettatori scoprono cosa riserva il futuro nel Carousel of Tomorrow. Braccio di Ferro vive in un mondo senza il suo amico mangia hamburger in It's a Wimpy-Filled Life. Il videogioco Halo entra in Donkey Kong. La mascotte dei cereali Stix Rabbit trova un nuovo modo per fare soldi.
- Guest star: Scott Adsit (Wimpy, preside), Dave Coulier (Braccio di Ferro, Bluto), Kelly Hu (Olive Oyl), Stuart Townsend (leprecauno).
- Note: l'episodio ha ricevuto una versione alternativa intitolata Adultizzle Swizzle, trasmessa l'11 aprile 2008, che presentava sketch aggiuntivi, oltre ad un finale alternativo.

## Adultizzle Swizzle
- Titolo originale: Adultizzle Swizzle
- Diretto da: Matthew Senreich
- Scritto da: Seth Green, Matthew Senreich, Mike Fasolo e Pat McCallum

### Trama
Una parodia di Alien vs. Predator in una puntata speciale di First Date. Frogger crea un enorme incidente d'auto. I telespettatori scoprono cosa riserva il futuro nel Carousel of Tomorrow. Braccio di Ferro vive in un mondo senza il suo amico mangia hamburger in It's a Wimpy-Filled Life. Il videogioco Halo entra in Donkey Kong. Ponda Baba in "quel fatidico giorno nella cantina". Dei soldati alle prese con dei fuochi d'artificio. Una parodia de La sposa cadavere con Mrs. McNally. Ponda Baba ha una brutta giornata.
- Guest star: Scott Adsit (Wimpy), Dave Coulier (Braccio di Ferro), Alan Cumming, Kelly Hu (Olive Oyl), Shane McRae (sig.ra McNally), Conan O'Brien (capo di Ponda Baba).
- Note: il titolo dell'episodio è un riferimento a Adult Swim, il blocco televisivo che trasmette la serie.

## That Hurts Me
- Titolo originale: That Hurts Me
- Diretto da: Matthew Senreich
- Scritto da: Seth Green, Mike Fasolo e Matthew Senreich

### Trama
Dean Devlin e Roland Emmerich creano una nuova versione di Godzilla. Una scimmia che combatte il crimine salva le scimmie da una scimmia supercriminale. Doug si sveglia nel mondo degli orsetti del cuore. Freddy Krueger, Jason Voorhees, Leatherface, Pinhead, Ghostface e Michael Myers firmano per il reality show Big Brother.
- Guest star: Macaulay Culkin (Dean Devlin, spugna), Scott Adsit (orso, Pinhead, Buddha), Dave Coulier (stella marina), Kelly Hu (Julie Chen, Keira Knightley).

## The Black Cherry
- Titolo originale: The Black Cherry
- Diretto da: Doug Goldstein
- Scritto da: Seth Green, Mike Fasolo e Matthew Senreich

### Trama
Napoleone Bonamite si rivela essere un'importante figura storica. Le caramelle frizzanti hanno ripercussioni per il giovane Mikey. Pennywise spiega perché tutto galleggia nelle fogne. Un rammollito si trasforma nel "re della spiaggia" dopo aver assunto degli steroidi. Gli sketch di You Can't Do That on Robot Chicken.
- Guest star: Dean Cain (se stesso, William Clark, padre, scienziato della NASN), Macaulay Culkin (se stesso, ragazzo bullizzato), Jon Heder (Napoleon Bonamite, astronauta, amico di Bully), Efren Ramirez (Pedro Sanchez, pizzaiolo del Domino, adolescente).